# Ofensiva del Ramadán
La Ofensiva del Ramadán fueron una serie de ataques insurgentes durante la guerra de Irak contra objetivos militares iraquíes y de la coalición internacional liderada por Estados Unidos que se produjeron desde finales de octubre y durante gran parte de noviembre de 2003.
Los ataques se denominan "Ofensiva del Ramadán" porque se llevaron a cabo durante el mes sagrado musulmán del Ramadán. El número de ataques insurgentes aumentó durante este periodo debido principalmente a la creencia entre las fuerzas insurgentes de que luchar contra una fuerza de ocupación extranjera durante el mes sagrado del islam sitúa al creyente especialmente cerca de Dios.

## Consecuencias
Mucha gente comparó la ofensiva de Ramadán con la ofensiva del Tet de 1968 en la guerra de Vietnam.